# Камбюр (стадіон)
«Камбюрстадіон» (нід. Cambuurstadion) — футбольний стадіон у Леувардені, Нідерланди, домашня арена ФК «Камбюр».
Стадіон відкритий 1936 року. У 1949 році було споруджено три трибуни. 1961 року встановлено систему освітлення. У 1980-х роках перебудовано всі трибуни, над якими споруджено дах. До кінця 1990-х років побудовано четверту трибуну. 2005 року встановлено штучний газон. У 2009 році здійснено реконструкцію та розширення арени, в результаті чого досягнуто потужності 10 500 глядачів.
У 2013 році оголошено про плани будівництва нового стадіону в Леувардені, оскільки інфраструктура старого застаріла та не відповідає чинним нормам національних та міжнародних чемпіонатів. Відкриття нової арени планується до кінця 2018 року.